# MOBA (nakladatelství)
MOBA je nakladatelství založené v roce 1991 se sídlem v Brně, vydávající tištěné a od roku 2011 též elektronické knihy. Od roku 1991 je aktivním členem profesní organizace Svaz českých knihkupců a nakladatelů. Pro česky píšící autory detektivních románů pořádá literární soutěž „O poklad byzantského kupce“ (název soutěže je inspirován detektivním románem Václava Erbena z roku 1964, který byl v roce 1966 také zfilmován).[zdroj?] Patří mezí pět největších českých soukromých nakladatelství.

## Historie
Nakladatelství MOBA byla založeno 27. září 1991 jako Moravská Bastei MOBA, s.r.o. se sídlem v Brně (spisová značka C 2585 vedená u Krajského soudu v Brně) jako společnost se zahraniční účastí (společníkem je významné německé nakladatelství Bastei Lübbe AG se sídlem v Kolíně nad Rýnem). Nakladatelství má přibližně 20 zaměstnanců. Nakladatelství zahájilo svou činnost vydáváním románových sešitů, od roku 1992 vydává také knihy.[zdroj?]
Nakladatelství vydalo přes 8000 titulů od více než tisícovky autorů z celého světa,[zdroj?] každoročně přibývá skoro 400 titulů[zdroj?] a patří tak mezi největší nakladatelské domy v České republice. Podle Zprávy o českém knižním trhu (2017) šlo o třetí největší české nakladatelství podle počtu vydaných titulů (po Albatros Media a Euromedia Group), přičemž v roce 2014 vydalo 359, v roce 2015: 361 a v roce 2016: 371 titulů. Zpočátku nakladatelství vydávalo převážně zahraniční autory, ale podíl českých dlouhodobě rostl, až přesáhl polovinu roční produkce.

## Profil, žánry a edice
V článku o komunikačních strategiích českých nakladatelství ho autorka řadí mezi velká nakladatelství a do komerčně konzervativního segmentu (kam dále zařadila např. Knižní klub nebo Ikar).  Nakladatelství vydává knihy v mnoha žánrech a edicích, mezi které patří:
- Historický román: zahrnuje romány ze zahraniční historie, středověké romány (5. až 15. století), novověké romány (od 15. století), další romány z české historie a válečné romány.
- Krimi a detektivky: zahrnuje vinařskou krimi, severskou krimi, historickou krimi, světové detektivky, původní české detektivky a krimi.
- Literatura faktu.
- Sci-fi romány, fantasy, komiksy.
- Společenský román, světová, česká a slovenská beletrie.
- Rádce.
- Knihy pro děti a mládež.
- Nadále jsou vydávány i románové sešity, které zahrnují westerny, společenské romány, romány pro ženy, literaturu faktu, lékařské romány, krimi, horory

Elektronické knihy jsou nyní vydávány ke každé tištěné knize (zpravidla dříve), k vybraným titulům jsou vydávány i audioknihy.

### Edice (výběr)
[zdroj?]
- Colorado western
- České krimi
- Hříšní lidé Království českého – cyklus s královským prokurátorem Oldřichem z Chlumu
- Inspektor Martin Rust
- Perry Rhodan
- Původní česká detektivka
- Romantická láska
- Sissi
- Western-Bestseller
- Zámecké lásky

Jen v edici Původní česká detektivka vyšlo od roku 2000 na tři sta knih, první knihou v této edici byly Trable anglického šlechtice v Čechách od nestora žánru Václava Erbena s postavou galantního a elegantního kapitána Exnera, dále zde vyšly knihy dalších renomovaných autorů žánru: Josefa Škvoreckého, Zdeny Salivarové, Hany Proškové, Evy Kačírkové, Inny Rottové nebo Rudolfa Ströbingera, stejně jako knihy mnoha v době vydání teprve začínajících autorů.[zdroj?]
Jedná o nejrozsáhlejší tuzemskou edici,[zdroj?] do dubna 2019 v ní vyšly detektivky 76 českých autorů o celkovém nákladu přes milión výtisků. Některé z knih byly zfilmovány, například Na vlky železa (2008, režie Petr Slavík) nebo Bláznova smrt a Poslední pád mistra Materny (2017, v hlavní roli kapitána Exnera Michal Dlouhý). Další příběhy byly napsány dle skutečných kriminálních případů.[zdroj?]

## Autoři
Mezi kmenové české autory nakladatelství patří zejména Vlastimil Vondruška (píšící hlavně historické detektivky: Letopisy královské komory, cyklus detektivních příběhů s písařem královské komory Jiřím Adamem z Dobronína odehrávající se v 16. stoletím, cyklus s královským prokurátorem Oldřichem z Chlumu z doby vlády krále Přemysla Otakara II ad.), Hana Marie Körnerová: píše jednak romány z historie, jednak romány ze současnosti popisující skutečné příběhy), František Niedl (historické romány a detektivní příběhy v několika sériích), Alena Jakoubková, Naďa Horáková (historické romány), Jan Bauer (literatura faktu se zaměřením na českou historii, též historické romány a detektivky) a další.[zdroj?]
Mezi vydávané zahraniční autory patří americký spisovatel a nositel Pulitzerovy ceny Anthony Doerr, spisovatel thrillerů z Jihoafrické republiky Deon Meyer, norský spisovatel Jo Nesbø, švédský spisovatel krimi Håkan Nesser, islandský spisovatel detektivek Arnaldur Indriðason, australský spisovatel Michael Robotham, švédský spisovatel Johan Theorin, irský spisovatel Benjamina Black, švédský kriminolog, spisovatel a scenárista Leif G. W. Persson, německý spisovatel Volker Kutscher a autor westernů G. F. Unger, norští spisovatelé Kjell Ola Dahl a Thomas Enger, švédský spisovatel Åke Edwardson, americký spisovatel Donald Ray Pollock a mnoho dalších tvůrců z celého světa.